# Club Bruges KV
Vous lisez un « bon article » labellisé en 2008.
Ne doit pas être confondu avec Cercle Bruges KSV.
Maillots
Actualités
| \| Bruges \| Le club est basé à Bruges en Flandre-Occidentale (Belgique). |
| Bruges                                                                    |

Le Club Brugge Koninklijke Voetbalvereniging, littéralement Club Bruges Royal Football Association, abrégé en Club Brugge KV, couramment appelé Club Brugge en néerlandais et Club Bruges ou « le Club » en français, ou encore en rapport avec son appellation initiale le  Club brugeois, voire le FC Bruges en France, est un club de football belge fondé en 1891 et basé à Bruges.
Le club porte le matricule 3 et ses couleurs sont le bleu et le noir. Il voit le jour en 1891 sous le nom de Brugsche Football Club. Il est le premier club de football fondé dans la région des Flandres (Occidentale et Orientale). Rapidement, des litiges internes apparaissent et une scission intervient. Les « partants » créent une autre association, le Football Club brugeois. Deux ans plus tard, les deux entités se retrouvent, la première absorbant la seconde.
Le club adopte son appellation actuelle en 1972. Toutefois, dans le langage courant, les francophones belges l'appellent le Club brugeois ou Club de Bruges, quand l'appellation FC Bruges est plutôt employée en France. En Belgique francophone, où il compte de nombreux supporters, le club est régulièrement et simplement identifié comme « le Club », en différenciation avec « le Cercle », l'autre club professionnel de la ville de Bruges.
Le Club Brugge KV possède un des plus importants palmarès du football belge avec 19 championnats, douze coupes nationales, dix-huit supercoupes et deux finales européennes disputées, mais perdues toutes les deux. Le Club de Bruges émarge à ce que les observateurs du football belge appellent les « quatre grands » avec le Sporting d'Anderlecht, le Standard de Liège et, depuis une dizaine d'années, le Racing Genk. Pour tous les autres clubs, une victoire contre un des quatre précités a valeur de grande performance. Ce sont aussi les quatre entités déplaçant le plus de supporters.
Le Club n'a évolué qu'en séries nationales, jamais en séries provinciales. En 2025-2026, le club présidé par Bart Verhaeghe et entraîné par Nicky Hayen dispute sa 121e saison en séries nationales, la 104e en Jupiler Pro League, la plus haute division belge.

## Histoire

### Prémisses

#### Brugsche FC
Un premier club est fondé à Bruges le 1er novembre 1891 sous le nom Brugsche Football Club et se choisit comme devise « Mens Sana in Corpore Sano » (le RSC Anderlecht choisira la même quelques années plus tard). Ses fondateurs sont résolument « pro-flamands » (d'où le nom choisi) et les couleurs sont d'ailleurs celles de la Flandre : jaune et noir. Ce Brugsche FC jusqu'en 1982 et ne reprend ses activités qu'en 1893 ou 1894. Initialement, le Brugsche Football Club joue selon ses aspirations, c'est-à-dire en disputant des matchs locaux ou régionaux, contre d'autres clubs ou des équipes « indépendantes » comme des écoles. Mais le 1er septembre 1895, le Brugsche FC est un des dix fondateurs de l'UBSSA (future URBSFA) et participe au premier championnat de l'histoire.
Il semble que soit des soucis financiers, soit des luttes internes, empêchent le Brugsche FC de prendre part aux deux éditions suivantes du championnat. On ne peut pas affirmer que le club ait poursuivi ses activités, mais on sait qu'il n'apparaît plus dans les listes des clubs alors affiliés à l'UBSSA.

#### FC Brugeois
En 1894, les litiges internes au Brugsche FC amènent certains membres à s'en aller et à fonder, le 23 novembre 1894, un autre club qu'ils dénomment FC Brugeois. Ils choisissent de porter un pantalon, un jersey et une casquette de couleur bleue. En 1895, les joueurs portent un maillot « bleu ciel » avec une écharpe transversale « bleu foncé ». Une photographie de l'équipe à cette période, en noir et blanc, est visible sur le site officiel du club (rubrique De Club - History Tour).

#### Fusion / Absorption
On considère que les deux entités Brugsche FC et FC Brugeois se retrouvent et fusionnent le 28 octobre 1897. Il semble bien qu'il s'agissent en réalité d'une absorption du FC Brugeois par le Brugsche FC, bien que le nom conservé et ré-affilié à l'UBSSA le 19 décembre 1898 soit FC Brugeois avec le « Bleu et Noir » comme couleurs. Ce club retrouve les championnats de l'UBSSA (actuelle URBSFA) et ne les quittent plus.
- Note 1:Certains expliquent la non participation du Brugsche FC aux 2e et 3e éditions du championnat par des raisons financières. D'autres y voient la volonté de jouer localement « entre locaux »/« entre flamands ». La dissidence ayant amené la création du FC Brugeois en 1894 pourrait aussi s'expliquer par la volonté des sécessionnistes de jouer contre des formations de toutes les régions. Le choix d'un nom « francophone n'est donc pas anodin.
- Note 2: L'explication quant au choix d'un nom francophone se trouve aussi dans le contexte de l'époque. À la fin du XIXe siècle, la pratique d'activités sportives est presque exclusivement réservée aux classes les plus favorisées de la population (pas de congés payés, peu ou pas de protection sociale...). Il est bon de rappeler que pratiquement dans toute l'actuelle Région flamande les plus hautes catégories sociales (aristocratie, bourgeoisie) sont francophones, voire francophiles. La majorité des sociétés sportives reçoivent un nom de baptême francophone: AA La Gantoise, RC de Gantois/ou RC de Gand, CS Courtraisien, AS Ostendaise, FC Malinois, RC de Malines, CS Yprois, AA Termondoise... Pendant une longue période et dans certaines régions/localités, le choix d'une appellation flamande ou des couleurs « jaune et noir » seront un signe de « contestation/revendication »: Berchem Sport, THOR Waterschei...

#### Débat d'historiens
L'incertitude entre fusion et absorption amène un désaccord entre documentalistes et historiens du football. Le club actuel est-il un des fondateurs de la Fédération belge ? Ceux qui prônent l'Absorption affirment qu'oui, d'autres, les défendeurs de la Fusion le réfutent. Les « contre » se basent sur la conservation du nom francophone du club alors que le participant initial était le Brugsche FC. Les « pour » expliquent que le FC Brugeois est resté membre de l'UBSFA. Ce qui n'est pas totalement exact puisqu'une nouvelle affiliation est souscrite en décembre 1898. La création des matricules n'ayant lieu qu'en 1926 et le fait que le règlement préconise longtemps la création d'un nouveau matricule en cas de fusion officielle, rendent le débat entier. Chaque passionné et/ou historien amateur se fait son propre arbitre et choisit la date de fondation initiale de l'actuel matricule 3, entre le 01/11/1891 ou le 28/10/1897, tout comme la date d'affiliation à l'UBSSA entre fondateur en 1895 et « simple » en membre décembre 1898 ! Le manque d'éléments écrits fiables et l'interprétation de ceux disponibles laissent le débat ouvert pour ceux qui s'intéressent à l'Histoire du football.
Il est aussi considéré par de nombreux archivistes que le Brugsche FC, fondé en 1891, aurait dû, chronologiquement, recevoir le « matricule 9 » et non pas le « 3 » porté par l'actuel Club Brugge KV.

### Les grands débuts en Championnat de Belgique (1895 / 1898-1928)
Le Brugsche FC participe au premier championnat de Belgique de football, en 1895. Le club termine avant-dernier (sur sept). Comme expliqué dans les « Prémices ci-dessus, il ne prend pas part au deuxième et troisième éditions et il faut attendre la saison 1898-1899 pour retrouver trace de l'actuel « matricule 3 », avec cette fois de bien meilleurs résultats puisque le club termine vice-champion derrière le Football Club Liégeois et de nouveau en 1900 cette fois derrière le Racing Club de Bruxelles.

#### Nouvelle fusion
Lors des trois saisons suivantes, le FC brugeois enchaîne les défaites, terminant dernier de sa série à deux reprises (à l'époque, le championnat de première division était organisé selon un système de poules géographiques, avec un tour final national).
Le 1er juillet 1902, le FC Brugeois fusionne avec le Vlaamsche Football Club de Bruges mais cela n'entraine pas de changement de dénomination. Ce « Vlaamsche FC », qui fut le premier club du futur international Robert De Veen, a été fondé par des dissidents d'une autre fusion, celle donnant naissance, en avril 1899, au...
CS Brugeois. Membre adhérent de l'UBSSA, à partir du 25 septembre 1901, le « Vlaamsche FC de Bruges » devient membre effectif le 19 janvier 1902 mais, en raison de la fusion avec le FC Brugeois, il est démissionné le 27 août 1902. À la suite de cette fusion avec le FC Brugeois, certains préfèrent rejoindre le CS Brugeois alors que d'autres anciens du « Vlaamsche FC », mais aucun joueur, s'en vont créer le Vlaamsche FC Ostende qui prend le nom d'Ostende FC le 9 août 1903.
Les années suivantes sont plus « intéressantes » pour les Blauw en Zwart, qui terminent 8 saisons consécutives sur le podium, passant même très près d'un premier titre en 1910, battus par l'Union Saint-Gilloise lors d'un test-match décisif. Lors de la saison qui suivit, le Club échoua d'un point derrière leurs rivaux du Cercle. Les Brugeois ne seront plus jamais aussi proches d'un sacre avant la Première Guerre mondiale.
Pendant le conflit, le championnat est suspendu, et le Club brugeois joue quelques parties amicales contre d'autres clubs de la région. Le Championnat de Belgique de football reprend en 1919-1920, et le retour à la compétition est un succès pour le club, qui coiffe les lauriers nationaux pour la première fois de son Histoire! C'est également en 1920 que le Club obtient le titre de Société royale de la part du roi Albert Ier, le 2 février 1920, et modifie son nom officiel en Royal FC brugeois, le 23 mai. Avec ce premier titre remporté, les dirigeants du FC Bruges décident lors d'une réunion le 15 juin 1920 d'acheter un terrain pour y faire construire leur propre stade. Le nouveau président, Albert Dyserynck, rachète ledit terrain pour moitié sur fonds propres, et le club y fait construire son nouveau stade : le Klokke, du nom du café tout proche.
Mais ce qui devait être le début d'une ère prospère pour le Club brugeois n'est finalement qu'une éclaircie dans la grisaille avant plusieurs saisons au mieux anonymes, au pire très mauvaises, n'assurant parfois leur maintien en Division d'Honneur qu'en toute fin de championnat. Les joueurs talentueux vieillissent et ne sont plus aussi décisifs que les années précédentes. Lors de la saison 1927-1928, le Club est très mal engagé en championnat, à tel point qu'il rappelle le vétéran Torten Goetinck, alors âgé de 42 ans, pour tenter d'éviter une relégation au Club,. Hélas, sa vitesse n'est plus aussi déterminante, et malgré son dévouement au maillot brugeois et son expérience, le Club ne peut éviter la culbute en Division 1 (D2) après un barrage à quatre avec le Daring, le Racing Club de Bruxelles et le Racing de Malines. Le Royal Football Club brugeois venait de jouer sa 25e saison consécutive dans la plus haute division, égalant ainsi le record du Racing Club de Bruxelles.

### Années difficiles
Pendant la présidence d'Albert Dyserynck, le R. FC Brugeois devient une ASBL, statut que le club possède toujours actuellement. Mais, le lundi 9 février 1931, le destin le frappe tragiquement. Le Président du Conseil d'administration nouvellement créé trouve la mort dans un accident de voiture. Pour lui rendre hommage, le Klokke est rebaptisé Albert Dyserynckstadion et, le 14 février, un buste à son effigie est érigé le long de l'entrée principale du stade. Cette statue se trouve encore de nos jours devant la tribune principale du stade Jan Breydel.

#### Avant-guerre (1928-1940)
Pour sa première saison en Division 1, le Club brugeois remporte le titre haut la main, terminant le championnat avec 43 points sur 52 possibles. Ce titre lui permet de remonter en Division d'honneur moins de douze mois après l'avoir quittée. Le retour dans la plus haute division du football belge est relativement terne pour le club, qui finit au mieux cinquième en 1931, et est à nouveau relégué en 1933.
L'icône du club, Torten Goetinck, devenu entretemps entraîneur et sélectionneur de l'équipe nationale belge, abandonne le poste d'entraîneur à son ex-équipier Gérard Delbeke à la fin de la saison pour intégrer le « Comité central » du Club. Le purgatoire dure deux ans pour les Blauw & Zwart, qui retrouvent l'élite à la fin de la saison 1934-1935. Mais les supporters du Club doivent une nouvelle fois déchanter, leurs favoris retournant en Division 1 à l'issue de la saison 1938-1939, dernière saison jouée avant le déclenchement de la Seconde Guerre mondiale.

#### Après-guerre (1945-1959)
Le conflit terminé, la Fédération belge de football décide d'annuler toutes les relégations subies pendant les « championnats de guerre », considérés comme « non officiels ». Pas de chance pour les brugeois, ils avaient été relégués lors de la dernière saison complète, et doivent donc recommencer en Division 1. Louis Versyp prend les rênes du matricule 3, et après une saison, le FC Bruges retrouve la Division d'Honneur à la suite de son troisième titre de champion de Division 1 en 1946. Le club fait l'ascenseur et retourne dans l'anti-chambre de l'élite après une seule saison, terminant dernier d'un championnat à 19 équipes.
À nouveau, le Club de Bruges passe deux saisons en Division 1 avant de retrouver l'élite pour la saison 1949-1950, après leur quatrième et dernier titre de champion de Division 1 en 1949. Ce nouveau séjour au faîte de la hiérarchie est aussi court que les précédents. Les Brugeois n'assurent leur maintien que pour trois points en 1950, et terminent derniers l'année suivante, sous la conduire de l'entraîneur écossais William Kennedy, qui venait de remplacer Louis Versyp. Malgré les résultats peu encourageants de l'équipe fanion, la direction du club ouvre une école de jeunes, dans le but de former les futurs talents Blauw & Zwart.
Après cette nouvelle culbute en Division 2, le président du club Émile De Clerck engage Félix Schavy comme entraîneur, avec pour objectif de remonter rapidement en Division d'Honneur et de s'y maintenir. Cet objectif est presque atteint dès la première saison, le club terminant deuxième de sa série (à l'époque, il y a deux séries parallèles en Division 1, dont seuls les premiers montent en Division d'honneur). Mais malheureusement, l'équipe ne confirme pas, et Schavy ne parvient pas, en six saisons, à ramener le Club de Bruges au niveau supérieur.
En 1957, un Roumain de 33 ans, Norberto Höfling, devient entraîneur du club et le ramène en Division 1 au terme de la saison 1958-1959, en terminant deuxième du championnat, revenu à une série unique. Il met sur pied une équipe plus forte tactiquement et porte son attention sur une meilleure organisation défensive. Il est le premier entraîneur à insuffler une mentalité professionnelle au club. Depuis lors, l'équipe de la Venise du Nord n'a plus jamais quitté l'élite nationale.

### En route vers le sommet

#### Le retour en D1 (1959-1967)
Après la remontée du club en Première Division, le 14 juillet 1959, André De Clerck succède à son père Émile au poste de président du club, celui-ci étant nommé « président d'honneur ». Le nouveau président entame une lente mais posée professionnalisation des structures du club. Mais du côté sportif, les premières saisons sont assez difficiles. Le Club brugeois ne se maintient que pour un point lors de la saison 1959-1960, et doit se contenter de places dans le ventre mou les années suivantes. En 1963, l'entraîneur Norberto Höfling quitte le club à la suite d'une altercation avec la « star » de l'équipe, Fernand Goyvaerts, et des divergences avec la direction.
Après le départ du Roumain, quatre entraîneurs vont se succéder à la tête du FC Bruges en quatre saisons. La saison 1963-1964 est des plus délicates. Le Chilo-Hongrois Juan Schwanner se voit confier la lourde tâche de succéder à Höfling, mais le mauvais début de saison de ses troupes pousse la direction à le licencier. Après une courte mission d'intérim de Lucien Masyn, Henri Dekens est engagé jusqu'à la fin de la saison. Bruges termine avec seulement deux points d'avance sur Berchem, le premier relégable. Mission accomplie pour Dekens qui reste à son poste pour la saison suivante, mais une anonyme neuvième place en 1965 pousse les dirigeants du Club Brugeois à le remplacer par l'entraîneur franco-tchécoslovaque Ludwig « Louis » Dupal. C'est aussi l'année de l'éclosion définitive de celui qui deviendra un des joueurs majeurs de l'histoire du club : Raoul Lambert.
Dupal, considéré comme un père par ses joueurs, donne une nouvelle dimension au FC Bruges au niveau national, terminant tout d'abord cinquième du championnat 1965-1966, et vice-champion en 1967, le meilleur résultat du Club Brugeois depuis 1920. Cette deuxième place, à seulement deux points du RSC Anderlecht, permet à Bruges de participer pour la première fois à une Coupe d'Europe la saison suivante, la Coupe des villes de foires. Sur ces bons résultats, Dupal part pour le RFC Liège, qui avait terminé dans le sillage des Brugeois, laissant la place libre pour un retour du Roumain Norberto Höfling.

#### Le palmarès du club s'étoffe (1968-1973)
Le second passage de Höfling au matricule 3 marque donc les débuts européens du club. Le Klokke est plein à craquer pour sa première soirée européenne, contre le Sporting Lisbonne, que le club parvient à tenir en échec (0-0). L'équipe brugeoise est battue 2-1 au match retour et éliminée, mais cette première aventure européenne donne l'ambition aux dirigeants de jouer ces Coupes d'Europe le plus souvent possible. C'est chose faite grâce à un premier succès en Coupe de Belgique contre le Beerschot. En championnat, le Club termine une nouvelle fois à la deuxième place (1967-1968), toujours derrière Anderlecht. Le club bruxellois débauche Höfling en fin de saison, forçant le club à trouver un nouvel entraîneur. Norberto Höfling décide de quitter le club après avoir appris que la direction envisageait de nommer comme directeur sportif celui qui venait de quitter son poste de sélectionneur de l'équipe nationale belge, Constant Vanden Stock.
Pour remplacer Höfling, les dirigeants brugeois jettent leur dévolu sur Michel Pavic, alors entraîneur du Standard de Liège, avec qui il avait remporté deux Coupes de Belgique. Mais le bilan est mitigé, le club ne finit que cinquième du championnat, remporté par le Standard, et est éliminé au premier tour de la Coupe des coupes 1969 par les Anglais de West Bromwich Albion, à cause de la toute récente règle des buts marqués à l'extérieur. Ces résultats mitigés ont raison de Pavic, qui est remplacé par le Néerlandais Frans de Munck à l'aube de la saison 1969-1970.

Logo du FC Bruges dans les années 1970

Frans de Munck construit son équipe sur les bases posées par ses prédécesseurs, et remporte haut la main une deuxième Coupe de Belgique, écrasant le Daring de Bruxelles 6-1 en finale. En championnat, les gazelles finissent vice-champions pour la troisième fois en quatre ans, place à laquelle ils terminent également la saison suivante, chaque fois derrière le Standard de Liège. Grâce à leur victoire en Coupe l'année précédente, les joueurs de Bruges regoûtent aux soirées européennes, et atteignent les quarts de finale de la Coupe des coupes, éliminés par le futur vainqueur, Chelsea. Après ces deux bonnes saisons, Frans de Munck quitte Bruges pour rejoindre le Lierse, et cède sa place à un autre entraîneur néerlandais, Leo Canjels.
Canjels passe très près du titre national pour sa première saison en 1972. Le FC Brugeois, devenu en cours de saison le Club Brugge Koninklijke Voetbalvereniging (qui est toujours son nom actuel), finit à égalité de points avec Anderlecht, mais le club de la capitale est sacré champion grâce à une victoire de plus par rapport à l'équipe brugeoise. Frustrés par cet échec, les joueurs brugeois sont déchaînés la saison suivante, et remportent avec une confortable avance le titre de Champion de Belgique 1973! Cela faisait 53 ans que les supporters attendaient cela. Le trophée revenu à Bruges, le président André De Clerck cède sa place à son fils Fernand, faisant de ce dernier le troisième de Clerck à présider aux destinées du Club brugeois. Fernand De Clerck a la lourde tâche d'effectuer la transition du club vers le professionnalisme. André De Clerck est nommé président d'honneur, et le reste jusqu'à sa mort en 1996.

#### L'âge d'or: succès nationaux et finales européennes (1974-1980)

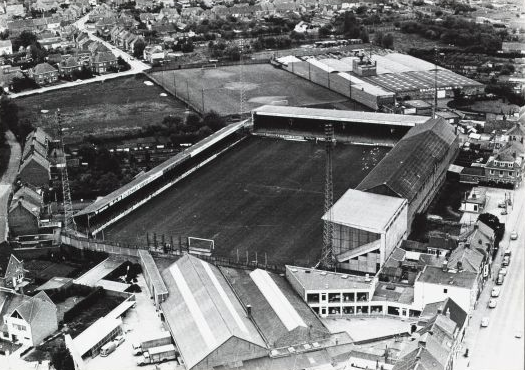
De Klokke en 1975

Dès le début de son mandat, Fernand de Clerck doit prendre une décision délicate : il licencie l'entraîneur du titre Leo Canjels à cause de propos arrogants tenus dans la presse. De plus, dans sa poursuite effrénée d'un nouveau titre, le conseil d'administration du Club de Bruges n'avait pas mesuré les dépenses, ce qui a mis les comptes du club dans le rouge. Pour éviter une rétrogradation financière, ou pire, une faillite, le nouveau président demande l'aide du bourgmestre de Bruges, Michel Van Maele, pour trouver une solution aux problèmes du club bleu et noir. Ce dernier fait appel à des amis et des hommes d'affaires de la région, et fonde un consortium d'investissement qui investit dans le club de sa ville. Le président brugeois sollicite également l'aide de la ville pour moderniser le vieillissant Klokke. Celle-ci accepte de financer la construction d'un nouveau stade, à condition que les deux clubs professionnels de la ville, le Club et le Cercle, y évoluent tous les deux, jouant leurs matches à domicile en alternance. Les dirigeants des deux clubs acceptent l'offre de l'administration communale, et les travaux de construction de l'Olympiastadion commencent, pour une inauguration à l'été 1975.
Pour défendre le titre, Fernand De Clerck nomme Jaak De Wit, l'adjoint de Canjels, entraîneur principal. Un choix qui ne s'avère pas des plus judicieux, le Club de Bruges est rapidement éliminé de la Coupe de Belgique et de la Coupe d'Europe des clubs champions, et démarre assez mal le championnat. De Wit est limogé à la mi-saison, et remplacé par l'Autrichien Ernst Happel le 21 janvier 1974. L'équipe produit à nouveau un jeu de qualité, mais elle ne peut faire mieux qu'une cinquième place à la fin du championnat 1973-1974, qui n'offre pas de ticket européen pour la saison suivante.
Le championnat 1974-1975 marque l'avènement du professionnalisme en Belgique, et la Division 1 est élargie à 20 clubs. Rapidement éliminés en Coupe de Belgique, sans compétition européenne à jouer, les Blauw en Zwart peuvent se focaliser sur le championnat. Mais ils ne terminent qu'à la quatrième place, loin derrière le surprenant RWDM. Ernst Happel est confirmé à son poste à la suite de la qualification européenne, et le club entame la saison suivante avec plus d'ambitions, dans leur nouveau stade, inauguré lors de la troisième journée du championnat 1975-1976 contre le champion sortant. Emmenés par le toujours prolifique attaquant Raoul Lambert, et appliquant à la lettre les consignes du technicien autrichien, les joueurs brugeois écrivent les plus belles pages de l'histoire du club. Champion de Belgique pour la troisième fois, le FC Bruges est le premier club belge à atteindre une finale européenne de la Coupe de l'UEFA en 1976. Leur parcours a de quoi impressionner, les Brugeois éliminent successivement l'Olympique lyonnais, Ipswich Town (après avoir perdu le match-aller 3-0, ils remportent le retour 4-0), l'AS Rome, l'AC Milan et Hambourg! Malheureusement pour les joueurs brugeois, Liverpool brise leurs rêves de sacre européen en finale.
Pas abattus par cet échec si proche du but, les brugeois commencent la saison 1976-1977 comme ils avaient fini la précédente : en dominateurs. Ils font la course en tête en championnat et remportent un deuxième titre consécutif, le quatrième au total. Ils réalisent également le premier doublé pour le Club, remportant la Coupe de Belgique face au Sporting Anderlecht après un match d'anthologie. Menés 0-2 après 15 minutes, puis 1-3 à la demi-heure, les brugeois mettent une pression constante sur les joueurs de la capitale, et finissent par l'emporter 4-3. Leur parcours européen s'arrête au stade des quarts de finale, après avoir réussi l'exploit d'éliminer le Real Madrid au tour précédent.
Le championnat 1977-1978 est plus disputé, mais les hommes d'Ernst Happel sont sacrés une troisième fois d'affilée, un point devant leur rival mauve. La saison européenne est également un succès, et voit le FC Bruges devenir le premier (et actuellement toujours le seul) club belge à atteindre la finale de la prestigieuse Coupe des clubs champions européens, encore une fois après un très beau parcours, éliminant notamment le Panathinaïkos, l'Atlético de Madrid et la Juventus. Mais comme deux ans plus tôt, les Reds de Liverpool arrêtent les Brugeois à un pas d'un premier titre européen.
Dans l'entre-saison, le FC Bruges recrute un jeune attaquant prometteur, Jan Ceulemans, pour remplacer à terme le vieillissant Raoul Lambert. Il s'impose d'emblée dans la ligne d'attaque brugeoise, mais les résultats ne suivent plus. Vite distancés en championnat et éliminés au premier tour en Coupe des clubs champions, l'entraîneur autrichien Ernst Happel, en conflit avec les dirigeants, est licencié en décembre 1978. Mais ni le Hongrois András Béres, ni son adjoint Mathieu Bollen qui le remplace après quelques matches, ne parviennent à redresser la barre. Le FC Bruges perd même la finale de la Coupe de Belgique face au Beerschot.
Après cette saison noire, la direction brugeoise nomme Han Grijzenhout au poste d'entraîneur pour la saison 1979-1980. Celui-ci reçoit une seule consigne : gagner un nouveau titre de Champion de Belgique, en privilégiant le résultat à la manière. Dans cette optique, Grijzenhout opte pour un entre jeu renforcé, avec un seul attaquant, Jan Ceulemans. Le résultat est là, le club est sacré champion de Belgique pour la sixième fois. Le dernier match à domicile de la saison est l'occasion des adieux de Raoul Lambert, un joueur emblématique du matricule 3, après 22 ans de loyaux services, marquant ainsi la fin d'une époque.
La plus belle page de l'histoire du Football Club Brugeois était définitivement tournée.

#### De saisons frustrantes en nouveaux trophées (1980-1989)
Le début des années 1980 est assez délicat pour le Club. Le président De Clerck réalise un « coup » en recrutant Gilbert Gress, l'entraîneur qui avait mené le Racing Club de Strasbourg à leur premier titre de Champion de France en 1979. Mais la mayonnaise ne prend pas. Le club est éliminé sans gloire dès le premier tour de la Coupe des champions par le FC Bâle, et termine à une décevante sixième place en championnat, très loin des premières places. L'Alsacien fait les frais de ces mauvais résultats et est remplacé par le Luxembourgeois Antoine Kohn en fin de saison.
La saison 1981-1982 est sans doute la plus faible et la plus stressante de l'histoire de Bruges. Kohn est rapidement licencié à la suite d'un début de championnat catastrophique et remplacé par l'ancienne gloire du Club, Rik Coppens. Celui-ci ne fait guère mieux, et avant la fin de la saison, il prend le même chemin que le Luxembourgeois. Son adjoint Raymond Mertens est nommé entraîneur principal jusqu'à la fin de la saison, avec pour mission d'assurer le maintien du Club en Division 1. Le FC Bruges doit pour cela attendre la dernière journée, et une victoire 5-0 contre le RWDM à l'Olympiastadion, qui permet aux joueurs de terminer avec un point d'avance sur le premier relégable, Beringen, et conserver leur place parmi l'élite nationale.
Ne voulant plus revivre pareille saison, les dirigeants brugeois engagent un ténor de la profession comme nouvel entraîneur, Georg Kessler, champion de Belgique avec Anderlecht dix ans plus tôt. En 1983, les Blauw & Zwart ratent de peu une qualification européenne. Ils terminent cinquièmes du championnat (seules les quatre premières places donnent droit à un ticket européen), et perdent la finale de la Coupe de Belgique contre Beveren. La « méthode Kessler » porte ses fruits lors du championnat 1983-1984, que le Club termine à la troisième place. Ce bon classement leur permet de retrouver la Coupe d'Europe la saison prochaine, mais l'entraîneur allemand préfère quitter la Venise du Nord et signe à l'Olympiakos Le Pirée.
Le Club fait alors appel à un de ses anciens joueurs, considéré comme « l'élève d'Ernst Happel », Henk Houwaart. Il enchaîne les bons résultats dès le début de son mandat, terminant deux fois vice-champion en 1985 et 1986. Le FC Bruges perd le titre 1986 lors d'un test-match en aller-retour face au Sporting Anderlecht, une première depuis 75 ans dans le championnat de Belgique! Les joueurs brugeois se consolent en remportant une quatrième Coupe de Belgique face au voisin du Cercle. Le Club Brugeois ne peut rivaliser avec Anderlecht et le FC Malines lors du championnat 1986-1987, mais termine tout de même sur la troisième marche du podium, ce qui lui assure une nouvelle participation aux joutes européennes.
Lors de la saison 1987-1988, le Club de Bruges remporte un nouveau titre national, emmené par un duo offensif composé de Jan Ceulemans et Marc Degryse. Mais le FC Bruges brille également en Coupe UEFA, où il atteint les demi-finales! Les matches en déplacement sont assez difficiles pour le Club, qui concède de sévères défaites à chaque tour. Mais à domicile, les gazelles sont intraitables, et infligent de véritables corrections à leurs adversaires, le Zenith Leningrad (5-0 après avoir perdu 2-0 à l'aller), l'Étoile rouge de Belgrade (4-0 après une défaite 3-1) et surtout le Borussia Dortmund (5-0 après une défaite 3-0). Après avoir encore éliminé le Panathinaïkos en quarts de finale, sans affoler le marquoir mais en accrochant le nul à l'aller, les Brugeois sont éliminés par l'Espanyol Barcelone, qui les empêche de participer à une troisième finale européenne. Ironie de l'histoire, le match aller se joue à Bruges et est remporté 2-0 par les hommes de Henk Houwaart, mais les Espagnols leur jouent un tour « à la brugeoise » en remportant le match retour 3-0.
La période Houwaart se termine sur une saison 1988-1989 sans éclat. Le Club est vite éliminé en Coupe de Belgique et en Coupe UEFA, et termine le championnat à la quatrième place, sans jamais avoir pu lutter pour le titre. Henk Houwaart est poussé vers la sortie, alors que le meneur de jeu Marc Degryse part pour le grand rival anderlechtois.

### Le sommet du pays

#### Le Club s'installe définitivement au sommet du football belge (1990-1999)
À l'entre-saison 1989, Georges Leekens, ancien joueur du Club, prend la place d'entraîneur. Le Club Brugeois, emmené par l'Australien Frank Farina et ses 24 buts, arrache, un peu à la surprise générale, un nouveau sacre national en 1990. La saison suivante, le championnat ne se déroule pas aussi bien, le Club terminant quatrième, mais il remporte une nouvelle coupe de Belgique. Après deux trophées en deux saisons, Leekens quitte le club pour le FC Malines, remplacé par un autre ancien joueur, Hugo Broos. Ce dernier réussit parfaitement ses débuts à Bruges, remportant le championnat 1991-1992, conjugué à un beau parcours Coupe des vainqueurs de coupes, éliminé en demi-finales par le futur vainqueur, le Werder Brême. En fin de saison, un monument du club raccroche les crampons, Jan Ceulemans. Il a fait trembler les filets pour Bruges pendant 14 ans. Pour le remplacer, les dirigeants vont chercher un joueur d'Anderlecht, qui deviendra à son tour une icône du club brugeois : Gert Verheyen.
Les saisons suivantes, Bruges ne peut rivalier avec l'Anderlecht de Johan Boskamp en championnat, mais parvient tout de même à décrocher une nouvelle Coupe de Belgique en 1995. L'année 1996 est par contre beaucoup plus florissante pour le Club de Bruges : un dixième titre de Champion de Belgique, remporté haut la main avec 10 points d'avance sur le deuxième et 28 sur le troisième, tout en alignant 14 victoires consécutives! De plus, le Club conserve la Coupe de Belgique face à leurs voisins du Cercle. Pour être complets, le FC Bruges remporte aussi la Supercoupe de Belgique, Mario Stanić termine Meilleur buteur du championnat, et Franky van der Elst remporte un second Soulier d'or. Dans le courant de la saison 1996-1997, Hugo Broos annonce son départ en juin pour l'Excelsior Mouscron, et le Club termine vice-champion derrière les surprenants joueurs du Lierse.
Eric Gerets est nommé entraîneur pour la saison 1997-1998 et remporte le titre de Champion de Belgique avec une avance énorme de 18 points sur le deuxième. En course pour un nouveau doublé championnat-coupe, le Club reçoit une véritable gifle en s'inclinant (4-0) devant Genk en finale de la coupe de Belgique au Heysel. Bruges échoue de peu la saison suivante, seulement devancé par Genk, qui prive les Brugeois d'un trophée pour la deuxième fois en deux ans. Au printemps 1999, des querelles internes parmi les dirigeans du club provoquent le remplacement du président Fernand De Clerck par l'Administrateur Général Michel Van Maele, ancien bourgmestre de Bruges. Après un règne de vingt-six ans, le plus long pour un président du Club, la « dynastie De Clerck » prend fin. Après la dernière journée du championnat, Eric Gerets s'en va poursuivre sa carrière au PSV Eindhoven, et son adjoint René Verheyen, fidèle serviteur du Club depuis 1992, est promu entraîneur principal. Malheureusement, le succès n'est pas au rendez-vous. Rapidement éliminé en Coupe de Belgique et en Coupe UEFA, le Club ne peut rivaliser avec Anderlecht dans la course au titre et termine une nouvelle fois deuxième du championnat.

#### Un début de millénaire riche en succès (2000-2005)
En 2000, arrive le Norvégien Trond Sollied qui instaure un jeu basé sur l'offensive et son célèbre 4-3-3, qu'il ne quitte pas pendant cinq ans. Sous les ordres du Norvégien, Bruges termine vice-champion en 2000-2001 et 2001-2002, et remporte une nouvelle Coupe de Belgique la même année. Sollied décroche avec Bruges son premier titre de champion en 2003, tout en réalisant un parcours européen honorable. Malheureusement, la saison est endeuillée par le décès du président Michel Van Maele des suites d'une maladie, qui est remplacé par Michel D'Hooghe. En 2004, Anderlecht domine le championnat et devance le Club, qui termine à nouveau deuxième, mais les Brugeois remportent tout de même une nouvelle Coupe de Belgique.

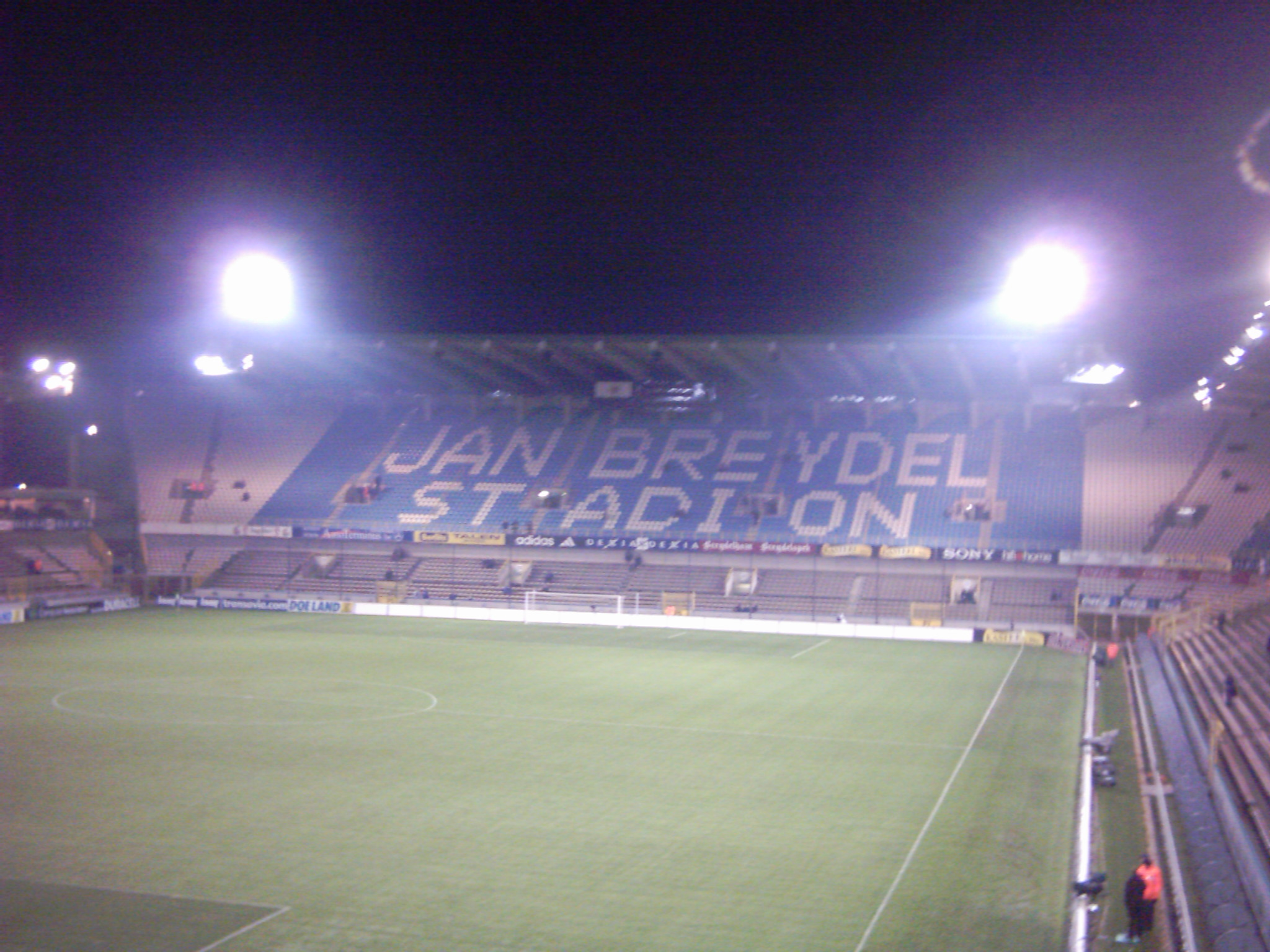
Le stade Jan Breydel un soir de Coupe UEFA 2004-2005

Ce n'est que partie remise pour les Blauw & Zwart. L'équipe est bien en place depuis plusieurs années, emmenée par ses cadres Gert Verheyen, Timmy Simons, Philippe Clément, Rune Lange ou Peter Van der Heyden. Ils dominent le championnat 2004-2005 et prennent leur revance sur leur rival mauve, décrochant un treizième titre. Ils passent également tout près d'un nouveau doublé, battus en finale de la Coupe de Belgique par le Germinal Beerschot Anvers. De plus, lors des trois dernières saisons, les hommes de Sollied remportent à chaque fois la Supercoupe de Belgique. Après cinq années au Club de Bruges, l'entraîneur norvégien signe à l'Olympiakos Le Pirée. Il part sur un bilan exceptionnel de sept trophées remportés, trois fois vice-champion de Belgique, et une finale de Coupe de Belgique perdue.
Sur les dix dernières saisons, Bruges a remporté quatre titres de champion, terminé six fois vice-champion, remporté trois Coupes de Belgique et perdu deux finales, ce qui en fait le premier club de Belgique en termes de palmarès sur cette période !

#### Le Club se cherche une nouvelle icône et un nouveau titre de champion (2005-2014)
Pour succéder à l'entraîneur norvégien, la direction brugeoise fait appel à une ancienne gloire du Club : Jan Ceulemans, jusqu'alors entraîneur de Westerlo. Après un bon début de saison, entamée par une quatrième supercoupe de Belgique consécutive, les résultats de l'équipe ne suivent plus et il est remercié en avril 2006, de même que les autres membres de l'encadrement technique. Le « Caje » laisse la place à Emilio Ferrera qui assure la troisième place en championnat, synonyme de qualification européenne. En fin de saison, le joueur emblématique du Club depuis le début des années 1990, Gert Verheyen, range ses crampons à 36 ans, après 13 saisons passées au Club.
Après de bons débuts, Ferrera se montre également incapable de reconstruire une équipe compétitive, et est licencié en janvier 2007, peu après la démission du Directeur Sportif, Marc Degryse. Son adjoint Cedomir Janevski assure l'interim au poste d'entraîneur et décroche une dixième Coupe de Belgique, qui sauve un championnat décevant que Bruges ne termine qu'à la sixième place, n'étant pas sur le podium pour la première fois depuis quinze ans !
Jacky Mathijssen, qui engrange les bons résultats avec des clubs de « seconde zone » du championnat de Belgique, est nommé entraîneur de Bruges, avec pour mission de ramener un titre dans la Venise du Nord. L'équipe de Mathijssen démarre bien le championnat 2007-2008, mais stagne en cours de saison, ne terminant que troisième, sans avoir pu rivaliser avec le Standard de Liège et Anderlecht.
Mais le Club Brugeois connaît un événement bien plus tragique. Le 8 mai 2008, trois jours avant la dernière journée du championnat, le jeune attaquant François Sterchele se tue dans un accident de voiture. Cette disparition déclenche une grande vague d'émotion parmi les supporters brugeois et le monde du football belge. De nombreuses marques d'affection sont adressées les jours et les mois suivants sa disparition. Durant une saison entière, à chaque rencontre, tant à domicile qu'en déplacement, les supporters du Club Brugeois applaudissent sans discontinuité durant 60 secondes à chaque 23e minute de jeu en son hommage. François Sterchele portait le maillot numéro 23, que le club décide de « retirer » définitivement en hommage au jeune joueur.
La saison suivante est encore plus mauvaise, le Club de Bruges n'assure sa troisième place qu'à la dernière journée. Ces deux saisons ratées (« seulement » troisième en championnat, et éliminations précoces en Coupe de Belgique et en Coupe de l'UEFA) ont raison de Mathijssen, dont le contrat est rompu. En juin 2009, le FC Bruges change également de Président. Michel D'Hooghe quitte son poste après six ans et est remplacé par Pol Jonckheere.
L'arrivée du Néerlandais Adrie Koster comme entraîneur apporte un vent de fraicheur au club qui retrouve un football plus attrayant. Ceci n'est pas étranger à l'arrivée de précieux renforts comme Carl Hoefkens, Ivan Perisic ou Dorge Kouemaha. Après une belle saison, notamment en Ligue Europa (éliminé en 16e contre le Valence CF), le Club de Bruges s'effondre en playoffs, dont c'est la première édition, et voit lui échapper non seulement le titre (remporté par Anderlecht sur le terrain du Club!), mais également la deuxième place à la suite d'une sévère défaite (6-2) à La Gantoise lors de la dernière journée.
Le 1er février 2011, le président Pol Jonckheere est démis de ses fonctions et remplacé par Bart Verhaeghe au poste de président et Vincent Mannaert au poste de CEO, avec notamment pour but de professionnaliser et moderniser le club. Du côté sportif, le club termine à nouveau à une décevante quatrième place. La saison 2011-2012 démarre bien, et le Club occupe même la première place du championnat belge. Mais un mois d'octobre catastrophique, au cours duquel l'équipe perd quatre matches d'affilée et est éliminée de la coupe de Belgique coûte sa place à l'entraîneur Adrie Koster, remplacé par l'Allemand Christoph Daum. Avec un jeu plus défensif et des résultats positifs sans être réguliers, il stabilise l'équipe dans le top-4 du championnat à quelques journées de la fin de la phase classique du championnat. Le FC Bruges terminera deuxième à la fin des playoffs. Au niveau européen, le Club joue en Ligue Europa. Il termine premier de son groupe mais s'incline en seizièmes de finale face à Hanovre 96.
La saison 2012-2013 semble bien commencer pour le club avec au poste d'entraîneur l'arrivée de Georges Leekens qui quitte son poste de sélectionneur belge. Le début de saison en championnat se passe pour le mieux. Le Club se place en tête du championnat jusqu'à la 11e journée. Mais les résultats vont se dégrader et le club va tomber à la huitième place du classement. Cette chute va entraîner le licenciement de Georges Leekens début novembre qui sera remplacé par l'Espagnol Juan Carlos Garrido. Reversé en phase de groupes en Ligue Europa, le Club entame très mal sa campagne et finit dernier de son groupe.
La saison 2013-2014 démarre bien pour le club. Mais malgré une deuxième place en championnat et un bilan de 17 points sur 21 possibles, Juan Carlos Garrido est limogé de son poste d'entraîneur et est remplacé par Michel Preud'homme. Le club terminera la saison à la troisième place après une fin de saison passionnante et terminera à trois points de la première place.

#### Retour au premier plan (2014-)
Pour la saison 2014-2015, Michel Preud'homme fait le ménage dans son effectif et annonce notamment les arrivées de Ruud Vormer, Stefano Denswil ou José Izquierdo. Les résultats ne se font pas attendre puisque pour sa première saison au club, Michel Preud'homme atteint les quarts de finale de la Ligue Europa après avoir éliminé notamment Aalborg BK et Beşiktaş et remporte sa 11e Coupe de Belgique face à Anderlecht. Le club se renforce encore avec les arrivées notamment de Hans Vanaken et Wesley Moraes pour la saison 2015-2016 et malgré une élimination précoce en Ligue Europa et une défaite en finale de la coupe de Belgique, le club remporte enfin son 14e titre de champion de Belgique, onze ans après son dernier succès.
Michel Preud'homme décide de quitter le club au terme de la saison 2016-2017 et il est remplacé à la surprise générale par l'inexpérimenté Ivan Leko. Renforcé par les arrivées de Krépin Diatta et Emmanuel Dennis et malgré une élimination précoce en coupe d'Europe, Ivan Leko impose son style de jeu plus offensif avec une défense à trois et permet au club de remporter son 15e titre de champion de Belgique dès sa première saison. Bien que vierge de tout trophée, sa deuxième saison au club en tant qu'entraîneur est satisfaisante au niveau sportif mais perturbée par une ancienne affaire de fraude fiscale. À la fin de la saison, le club décide de ne pas prolonger son contrat et réalise un gros coup avec l'arrivée de Philippe Clément tout juste sacré champion de Belgique avec le KRC Genk et ancien adjoint de Michel Preud'homme.
La saison 2019-2020 commence avec l'annonce de l'arrivée du Diable Rouge Simon Mignolet et de David Okereke, les deux plus gros transferts de l'histoire du club. Sportivement le club parvient à se qualifier pour la Ligue des champions où il réalise de bonnes performances face au PSG et au Real Madrid et survole son championnat national. Au terme de la 29e journée de la phase classique, le championnat est toutefois arrêté par la crise du COVID-19 alors que le club compte 15 points d'avance sur son premier poursuivant et remporte ainsi son 16e titre de champion de Belgique. Lors de la saison 2020-2021 le club de Bruges remporte pour la deuxième fois d'affilée le championnat.
Le 3 janvier 2022 Philippe Clement quitte le club pour rejoindre l'AS Monaco et est donc remplacé par Alfred Schreuder. Le FC Bruges remporte le championnat pour la dix-huitième fois de son histoire et signe son deuxième triplé de l'histoire. À la suite du départ d'Alfred Scheuder pour l'Ajax Amsterdam, Le club brugeois désigne Carl Hoefkens comme nouvelle entraîneur pour la saison. Malgré une qualification en huitièmes de finale de la Ligue des champions, Carl Hoefkens est licencié : une première depuis Juan Carlos Garrido en 2013. Le 31 décembre 2022, Scott Parker arrive à Bruges en tant que nouvel entraîneur principal du club mais à la suite de mauvais résultats en championnat et deux humiliantes défaites en huitième de finale de la Ligue des champions contre le Benfica Lisbonne, Parker est viré à son tour. Pour assurer l'intérim pour la fin de saison, le club choisit Rik De Mil comme nouvel entraineur et parvient à qualifier le club en play off 1.
Pour la saison 2023-2024, le FC Bruges a choisi Ronny Deila à la tête de l'équipe. Le club démarre bien sa saison en championnat avec quatre matchs sans défaites. Et après les victoires en format aller retour contre Aarhus Håndbold ,KA Akureyri et Club Atlético Osasuna. Le club de Bruges se qualifie pour la phase de groupe de Ligue Europa Conférence. Le club Bruges hérite d'un des groupes les plus compliqué de conférence ligue avec le Beşiktaş JK (football), FK Bodø/Glimt et Football Club Lugano, mais cela ne fait pas peur aux Brugeois qui terminent premier du groupe avec 16 points et aucune défaite. À la trêve  hivernale le club est cinquième du championnat à 14 points du leader la Royale Union saint-gilloise. À la fin de la phase classique, le club n'est que quatrième. La direction décide donc , en vue des résultats et du niveau de jeu décevant, de limoger son entraîneur Rik De Mil. Nicky Hayen devient, le 18 mars, le nouvel entraîneur provisoire du club. Le Club se qualifie en demi-finale de Ligue Europa Conférence 2023-2024 en battant le PAOK Salonique (football) sur le score total de 3-0. En championnat les brugeois font une remontée exceptionnelle en PO1 et arrive même premier à la septième journée des playoffs. Cependant le club est éliminé de Ligue Europa Conférence 2023-2024 par la ACF Fiorentina sur le score total de 4-3. Le club est sacré champion avec un point d'avance sur son dauphin la Royale Union saint-gilloise. Il s'agit du dix-neuvième titre de son histoire. 
Nicky Hayen est alors confirmé pour saison 2024-2025. Qualifiés pour disputer la nouvelle formule à 36 clubs de la Ligue des champions 2024-2025, les Brugeois réussissent à passer au tour suivant en terminant à la 24e et dernière place qualificative après 3 victoires, 3 défaites et 2 matches nuls. En barrages (1/16e de finale), ils rencontrent l'Atalanta Bergame qu'ils battent aussi bien à Bruges (2-1) qu'en Italie (1-3) et accèdent ainsi aux huitièmes de finale où les Anglais d'Aston Villa se dressent sur leur chemin. Bruges remporte la coupe de Belgique 2025 après une victoire 2-1 contre le Royal Sporting Club Anderlecht.

## Palmarès et statistiques
Le Club Brugge KV détient le record de victoires en Coupe de Belgique avec 12 succès ainsi qu'en Supercoupe de Belgique avec 16 victoires entre 1980 et 2021. Il détient également celui du plus grand nombre de points récoltés lors d'une même saison depuis l'instauration de la victoire à trois points : lors de la saison 1997-1998, le club a récolté 84 points, sur 102 possibles. Le FC Bruges possède le deuxième plus important palmarès du football belge, derrière Anderlecht.

### Titres et trophées
| Compétitions officielles | Compétitions internationales |
| - Championnat de Belgique (19) : - Champion : 1920, 1973, 1976, 1977, 1978, 1980, 1988, 1990, 1992, 1996, 1998, 2003, 2005, 2016, 2018, 2020, 2021, 2022 et 2024 - Vice-champion : 1899, 1900, 1906, 1910, 1911, 1967, 1968, 1970, 1971, 1972, 1985, 1986, 1994, 1997, 1999, 2000, 2001, 2002, 2004, 2012, 2015, 2017 et 2019 - Coupe de Belgique (12) : - Vainqueur : 1968, 1970, 1977, 1986, 1991, 1995, 1996, 2002, 2004, 2007, 2015 et 2025 - Finaliste : 1914, 1979, 1983, 1994, 1998, 2005, 2016 et 2020 - Supercoupe de Belgique (18) : - Vainqueur : 1980, 1986, 1988, 1990, 1991, 1992, 1994, 1996, 1998, 2002, 2003, 2004, 2005, 2016, 2018, 2021, 2022 et 2025 - Championnat de Belgique de D2 (4) : - Champion : 1929, 1935, 1946 et 1949 | - Coupe des champions (C1) : - Finaliste (1) - 1978 - Coupe d'Europe des Vainqueurs de Coupe (C2) : - Demi-finale (1) - 1992 - Coupe UEFA (C3) : - Finaliste (1) - 1976 - Ligue Europa Conférence (C4) : - Demi-finale (1) - 2024 |
| Compétitions régionales | Tournois saisonniers |
| - Coupe Sterchele (2) : - Vainqueur : 2008 et 2010. - Matines brugeoises (20) : - Vainqueur : 1979, 1981, 1984, 1990, 1992, 1993, 1995, 1996, 1998, 2000, 2001, 2004, 2006, 2007, 2008, 2009, 2011, 2012, 2013 et 2019 2020 | - Amsterdam 700 Tournament (1) : - Vainqueur : 1990. - Kirin Cup (1) : - Vainqueur : 1981. |

### Récompenses individuelles
| Meilleurs joueurs | Meilleurs buteurs | Meilleur gardien de but                                                                                             | Meilleurs entraîneurs | Prix du fair-play                                                                                 |
| --- | --- | --- | --- | ------------------------------------------------------------------------------------------------- |
| Soulier d'or belge (15) : - Fernand Boone (1967) - Erwin Vandendaele (1971) - Julien Cools (1977) - Jan Ceulemans (1980,1985 et 1986) - Franky van der Elst (1990 et 1996) - Paul Okon (1995) - Timmy Simons (2002) - José Izquierdo (2016) - Ruud Vormer (2017) - Hans Vanaken (2018, 2019) - Simon Mignolet (2022) Soulier d'ébène belge (5) : - Daniel Amokachi (1992 et 1994) - Eric Addo (1998) - Hervé Nzelo-Lembi (2000) - Anthony Limbombe (2018) Footballeur Pro (11) : - Jan Ceulemans (1984,1985 et 1986) - Marc Degryse (1988) - Lorenzo Staelens (1994) - Timmy Simons (2003) - Ivan Perišić (2011) - Carlos Bacca (2013) - Victor Vazquez (2015) - Hans Vanaken (2018, 2019) Meilleur jeune pro de l'année (4) : - Eric Addo (1998) - Wesley Moraes (2018) - Noa Lang (2021) - Charles De Ketelaere (2022) | Meilleurs buteurs du championnat de Belgique (8) : - Robert De Veen (1905) et (1906) - Raoul Lambert (1972) - Frank Farina (1990) - Mario Stanic (1996) - Robert Spehar (1997) - Ivan Perišić (2011) - Carlos Bacca (2013) | Gardien de l'année (5) : - Philippe Vande Walle (1987) - Dany Verlinden (1993 et 2003) - Mathew Ryan (2014 et 2015) | Entraîneur de l'année (9) : - Georges Leekens (1990) - Hugo Broos (1992 et 1996) - Eric Gerets (1998) - Trond Sollied (2003 et 2005) - Michel Preud'homme (2015 et 2016) - Ivan Leko (2018) | Prix du fair-play (3) : - Jan Ceulemans (1986) - Franky Van Der Elst (1997) - Timmy Simons (2003) |

### Participation aux championnats nationaux
Statistiques mises à jour le 26 février 2025 (terme de la saison 2024-2025)
| Niv | Divisions     | Jouées | Titres | TM Prom. | TM Maint. |
| --- | ------------- | ------ | ------ | -------- | --------- |
| I   | 1re nationale | 103    | 19     | 3        | 1         |
| II  | 2e nationale  | 17     | 4      |          |           |
| III | 3e nationale  | 0      | 0      |          |           |
| IV  | 4e nationale  | 0      | 0      |          |           |
| V   | 5e nationale  | 0      | 0      |          |           |
|     |               |        |        |          |           |
|     | TOTAUX        | 120    | 23     | 3        | 1         |

### Coefficient UEFA
Le coefficient UEFA est utilisé lors des tirages au sort des compétitions continentales organisées par l'Union des associations européennes de football. En fonction des performances des clubs sur le plan européen pendant cinq saisons, ce coefficient est calculé grâce à un système de points et un classement est établi.
| Rang | Club                | Coefficient |
| ---- | ------------------- | ----------- |
| 22   | Juventus Turin      | 74.250      |
| 23   | Eintracht Francfort | 74.000      |
| 24   | Club Bruges KV      | 71.750      |
| 25   | Rangers FC          | 71.250      |
| 26   | Feyenoord Rotterdam | 71.000      |

## Personnalités du club

### Présidents
Le premier président est un des fondateurs du Club, et le meilleur joueur de l'équipe, Philippe Delescluze. Une fois qu'un président termine son mandat, le comité de direction du Club brugeois lui accorde en général le titre de « président d'honneur », ce qui lui permet de continuer à siéger au conseil d'administration du Club, mais sans voix délibérative.
| Rang | Nom                    | Période   |
| ---- | ---------------------- | --------- |
| 1    | Philippe Delescluze    | 1891-1900 |
| 2    | Albert Seligmann       | 1900-1902 |
| 3    | Alfons De Meulemeester | 1903-1914 |
| 4    | Albert Dyserynck       | 1919-1931 |
| 5    | Fernand Hanssens       | 1932-1937 |
| 6    | Émile De Clerck        | 1937-1959 |

| Rang | Nom                | Période   |
| ---- | ------------------ | --------- |
| 7    | André De Clerck    | 1959-1973 |
| 8    | Fernand De Clerck  | 1973-1999 |
| 9    | Michel Van Maele   | 1999-2003 |
| 10   | Dr Michel D'Hooghe | 2003-2009 |
| 11   | Pol Jonckheere     | 2009-2011 |
| 12   | Bart Verhaeghe     | 2011-     |

### Entraîneurs
À l'origine, l'équipe était construite par un « Comité sportif », qui désignait les joueurs qui joueraient et qui recruter pour renforcer l'équipe. À la suite de la rétrogradation du Club en Division 2, il est décidé de faire appel à un « coach sportif » pour diriger les joueurs. Cette décision prend effet au début de la saison 1931-1932, avec la nomination à ce poste de l'ancienne gloire du Club, Hector Goetinck.
| Nom                 | Pays | Début | Fin  | Titres (D1)    | Titres (D2) | Coupes    | Supercoupes            | Autres                                                                                               |
| ------------------- | ---- | ----- | ---- | -------------- | ----------- | --------- | ---------------------- | --- |
| Hector Goetinck     |      | 1930  | 1933 | -              | -           | -         | -                      | Membre du Comité sportif dès 1930 Relégué lors de sa dernière saison                                 |
| Gérard Delbeke      |      | 1933  | 1934 | -              | -           | -         | -                      | |
| Arthur Volckaert    |      | 1934  | 1936 | -              | 1935        | -         | -                      | |
| Karl Schrenk        |      | 1936  | 1938 | -              | -           | -         | -                      | |
| Robert De Veen      |      | 1938  | 1939 | -              | -           | -         | -                      | Dernier et relégué                                                                                   |
| Gérard Delbeke      |      | 1939  | 1945 | -              | -           | -         | -                      | ne joue que les « championnats de guerre », non officiels                                            |
| Louis Versyp        |      | 1945  | 1950 | -              | 1946 1949   | -         | -                      | relégué un an après le premier titre en D2, il est maintenu en place, et remonte deux ans plus tard. |
| William Kennedy     |      | 1950  | 1951 | -              | -           | -         | -                      | Dernier et relégué                                                                                   |
| Félix Schavy        |      | 1951  | 1957 | -              | -           | -         | -                      | |
| Norberto Höfling    |      | 1957  | 1963 | -              | -           | -         | -                      | ramène définitivement le club en D1 après deux saisons                                               |
| Juan Schwanner      |      | 1963  | 1963 | -              | -           | -         | -                      | |
| Henri Dekens        |      | 1963  | 1965 | -              | -           | -         | -                      | |
| Louis Dupal         |      | 1965  | 1967 | -              | -           | -         | -                      | vice-champion en 1967, première qualification pour une Coupe d'Europe.                               |
| Norberto Höfling    |      | 1967  | 1968 | -              | -           | 1968      | -                      | vice-champion en 1968                                                                                |
| Michel Pavic        |      | 1968  | 1969 | -              | -           | -         | -                      | |
| Frans de Munck      |      | 1969  | 1971 | -              | -           | 1970      | -                      | vice-champion en 1970 et 1971                                                                        |
| Leo Canjels         |      | 1971  | 1973 | 1973           | -           | -         | -                      | vice-champion en 1972                                                                                |
| Jaak De Wit         |      | 1973  | 1974 | -              | -           | -         | -                      | |
| Ernst Happel        |      | 1974  | 1978 | 1976 1977 1978 | -           | 1977      | -                      | 1 finale de Coupe UEFA (1976) 1 finale de Coupe des Clubs Champions (1978)                           |
| András Béres        |      | 1978  | 1979 | -              | -           | -         | -                      | |
| Mathieu Bollen      |      | 1979  | 1979 | -              | -           | -         | -                      | finaliste de la Coupe de Belgique en 1979                                                            |
| Han Grijzenhout     |      | 1979  | 1980 | 1980           | -           | -         | -                      | |
| Gilbert Gress       |      | 1980  | 1981 | -              | -           | -         | 1980                   | |
| Antoine Kohn        |      | 1981  | 1981 | -              | -           | -         | -                      | |
| Rik Coppens         |      | 1981  | 1982 | -              | -           | -         | -                      | |
| Raymond Mertens     |      | 1982  | 1982 | -              | -           | -         | -                      | |
| Georg Keßler        |      | 1982  | 1984 | -              | -           | -         | -                      | finaliste de la Coupe de Belgique en 1983                                                            |
| Henk Houwaart       |      | 1984  | 1989 | 1988           | -           | 1986      | 1986, 1988             | vice-champion en 1985 et 1986 Vainqueur de la Coupe de la Ligue Pro en 1985                          |
| Georges Leekens     |      | 1989  | 1991 | 1990           | -           | 1991      | 1990                   | |
| Hugo Broos          |      | 1991  | 1997 | 1992 1996      | -           | 1995 1996 | 1991, 1992, 1994, 1996 | vice-champion en 1994 et 1997 finaliste de la Coupe de Belgique en 1994                              |
| Eric Gerets         |      | 1997  | 1999 | 1998           | -           | -         | 1998                   | vice-champion en 1999 finaliste de la Coupe de Belgique en 1998                                      |
| René Verheyen       |      | 1999  | 2000 | -              | -           | -         | -                      | vice-champion en 2000                                                                                |
| Trond Sollied       |      | 2000  | 2005 | 2003 2005      | -           | 2002 2004 | 2002, 2003, 2004       | vice-champion en 2001, 2002 et 2004 finaliste de la Coupe de Belgique en 2005                        |
| Jan Ceulemans       |      | 2005  | 2006 | -              | -           | -         | 2005                   | |
| Emilio Ferrera      |      | 2006  | 2007 | -              | -           | -         | -                      | |
| Čedomir Janevski    |      | 2007  | 2007 | -              | -           | 2007      | -                      | |
| Jacky Mathijssen    |      | 2007  | 2009 | -              | -           | -         | -                      | |
| Adrie Koster        |      | 2009  | 2011 | -              | -           | -         | -                      | |
| Christoph Daum      |      | 2011  | 2012 | -              | -           | -         | -                      | vice champion de Belgique en 2012                                                                    |
| Georges Leekens     |      | 2012  | 2012 | -              | -           | -         | -                      | |
| Juan Carlos Garrido |      | 2012  | 2013 | -              | -           | -         | -                      | |
| Michel Preud'homme  |      | 2013  | 2017 | 2016           | -           | 2015      | 2016                   | vice-champion en 2015 et 2017 finaliste de la Coupe de Belgique en 2016                              |
| Ivan Leko           |      | 2017  | 2019 | 2018           | -           | -         | 2018                   | vice-champion en 2019                                                                                |
| Philippe Clément    |      | 2019  | 2022 | 2020 2021      | -           | -         | 2021                   | finaliste de la Coupe de Belgique en 2020                                                            |
| Alfred Schreuder    |      | 2022  | 2022 | 2022           | -           | -         | -                      | |
| Carl Hoefkens       |      | 2022  | 2022 | -              | -           | -         | 2022                   | |
| Scott Parker        |      | 2022  | 2023 | -              | -           | -         | -                      | |
| Rik De Mil          |      | 2023  | 2023 | -              | -           | -         | -                      | |
| Ronny Deila         |      | 2023  | 2024 | -              | -           | -         | -                      | |
| Nicky Hayen         |      | 2024  | -    | 2024           | -           | 2025      | 2025                   | Vice-champion en 2025                                                                                |

### Joueurs emblématiques
| Nom                 | Matchs | Carrière au club        |
| ------------------- | ------ | ----------------------- |
| Franky van der Elst | 615    | 1984 - 1999             |
| Dany Verlinden      | 572    | 1988 - 2004             |
| Gert Verheyen       | 557    | 1992 - 2006             |
| Hans Vanaken        | 507    | 2015 -                  |
| Jan Ceulemans       | 506    | 1978 - 1991             |
| Fons Bastijns       | 500    | 1967 - 1981             |
| Brandon Mechele     | 492    | 2013 -                  |
| Raoul Lambert       | 458    | 1962 - 1980             |
| Vital Borkelmans    | 455    | 1989 - 2000             |
| Timmy Simons        | 448    | 2000 - 2005 2013 - 2018 |

| Nom                     | Buts | Carrière au club        |
| ----------------------- | ---- | ----------------------- |
| Raoul Lambert           | 270  | 1962 - 1980             |
| Jan Ceulemans           | 244  | 1978 - 1992             |
| Gert Verheyen           | 196  | 1992 - 2006             |
| Hans Vanaken            | 139  | 2015 -                  |
| Johny Thio              | 124  | 1963 - 1975             |
| Lorenzo Staelens        | 108  | 1989 - 1998             |
| Marc Degryse            | 105  | 1983 - 1989             |
| Sven Vermant            | 89   | 1993 - 2001 2005 - 2008 |
| Pierre Carteus          | 89   | 1966 - 1974             |
| Daniël van Pottelberghe | 87   | 1945 - 1955             |

La longue histoire du Club de Bruges ne serait pas ce qu'elle est sans ses joueurs emblématiques. De l'entre-deux guerres au début du XXIe siècle, plusieurs joueurs de renom ont transité par Bruges et ont écrit les plus belles pages de la vie du Club.
Franky van der Elst détient le record d'apparitions sous le maillot du FC Bruges, avec 615 matches joués entre 1984 et 1998. Viennent ensuite Gert Verheyen avec 550 matches et Fons Bastijns avec 502 matches.
Raoul Lambert est le meilleur buteur du club toutes compétitions confondues. Il a inscrit pour le club 270 buts entre 1962 et 1980. Lambert devance à ce classement Jan Ceulemans avec 240 buts et Gert Verheyen avec 195 buts.
Jusqu'à présent, deux joueurs détiennent le record de titres en championnat avec le FC Bruges, Hans Vanaken et Brandon Mechele. Sept joueurs sont parvenus à décrocher cinq titres de champions de Belgique avec le FC Bruges. Il s'agit de Fons Bastijns, Birger Jensen, Raoul Lambert, Georges Leekens, Franky van der Elst, Dany Verlinden et Ruud Vormer.
Tous les joueurs présents dans cette liste ont soit participé activement à un titre remporté avec Bruges, obtenu une récompense individuelle sous le maillot brugeois, ou fait une brillante carrière après avoir transité par Bruges.
| - Eric Addo - Daniel Amokachi - Kurt Axelsson - Carlos Bacca - Boško Balaban - Fons Bastijns - Jonathan Blondel - Fernand Boone - Foeke Booy - Vital Borkelmans - Kenneth Brylle - Pierre Carteus - Jan Ceulemans - Philippe Clement - Julien Cools - Tjörven De Brul - Olivier De Cock | - Charles De Ketelaere - Robert De Veen - Eric Deflandre - Marc Degryse - Krépin Diatta - Gaëtan Englebert - Khalilou Fadiga - Frank Farina - Ruud Geels - Hector Goetinck - Fernand Goyvaerts - José Izquierdo - Edgaras Jankauskas - Birger Jensen - Odilon Kossounou - Raoul Lambert - Noa Lang | - Rune Lange - Ulrik Le Fèvre - Georges Leekens - Clinton Mata - Brandon Mechele - Thomas Meunier - Andrés Mendoza - Simon Mignolet - Wesley Moraes - Hervé Nzelo-Lembi - Paul Okon - Jean-Pierre Papin - Ivan Perišić - Alex Querter - Lior Refaelov - Pascal Renier - Mathew Ryan - Timmy Simons | - Jan Sørensen - Robert Špehar - Lorenzo Staelens - Mario Stanić - François Sterchele - Johny Thio - Franky van der Elst - Peter Van der Heyden - Erwin Vandendaele - Hans Vanaken - René Vandereycken - Gert Verheyen - Dany Verlinden - Sven Vermant - Louis Versyp - Ruud Vormer - Willy Wellens |

### Effectif professionnel actuel
En grisé, les sélections de joueurs internationaux chez les jeunes mais n'ayant jamais été appelés aux échelons supérieurs une fois l'âge-limite dépassé ou les joueurs ayant pris leur retraite internationale.
Note : Le numéro 23 a été retiré par le club. En effet, le 23 représente le numéro que portait François Sterchele, décédé le 8 mai 2008 d'un accident de la route, en fin de saison.

## Structures du club

### Stades

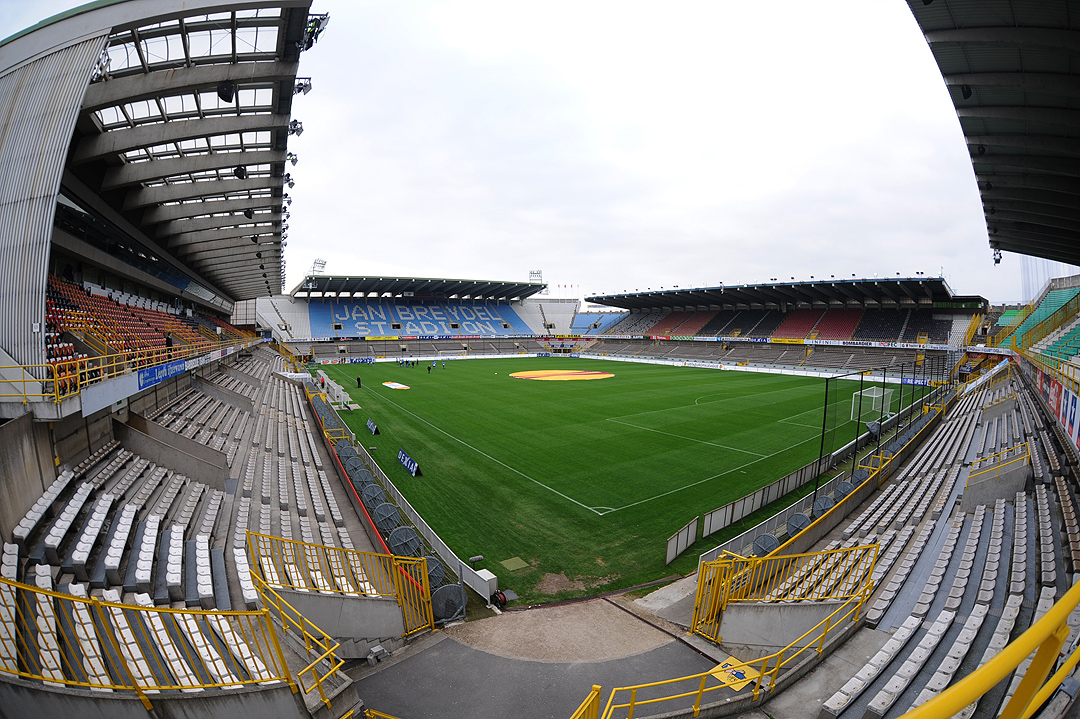
Stade Jan Breydel

En 2020, le FC Bruges joue au stade Jan Breydel, qui est le troisième stade de son histoire. Malgré deux déménagements, le club a toujours joué sur des terrains situés dans la localité de Saint-André, dans l'ouest de Bruges.

#### Het Ratteplein (1891-1912)
Le premier terrain du Club est un champ laissé en jachère de la paroisse Sainte-Brave. Ce terrain, où se trouve en 2011 l'église de la paroisse, est la propriété d'un club canin, le « Fox Terrier ». Il est utilisé pour organiser des courses de chiens pourchassant des rats, divertissement très populaire à l'époque, surtout en Angleterre. Le nom de l'endroit tire son nom de ces événements, Ratteplein signifiant Plaine des rats en néerlandais.
Pour pouvoir y jouer des matches de football, il faut à chaque fois tracer les lignes, planter les buts et les piquets de corner, installer les filets, mettre en place des gradins sommaires, puis tout enlever à la fin du match pour les courses de chiens. Après quelques années, le Football Club Brugeois a les moyens d'acheter une partie de la plaine pour en faire un terrain permanent. Le Club achète également les piquets de buts, les fanions, un autobus, un cachet, l'équipement des joueurs, cinq ballons, et la pierre pour imprimer les affiches. Le Club doit débourser 100 francs pour obtenir tout cela, ce qui n'est pas rien à l'époque.
Dans les archives, on a aussi retrouvé un règlement du temps du « Ratteplein », qui obligeait les dirigeants de l'association à assister aux matches du Club, sous peine de recevoir une amende. Celui qui arrivait trop tard devait payer 0,25 franc.

#### Le projet de nouveau stade
En janvier 2006, Michel D'Hooghe, alors président, déclare que le club doit améliorer sa structure d'accueil pour continuer à grandir et prendre une autre dimension, notamment au niveau international. En effet, avec 22 000 abonnés pour une capacité de 29 000 places et un nombre insuffisant de loges et business seats, le stade Jan Breydel est devenu trop petit pour le club. Le président commande donc une étude pour analyser les possibilités qui se présentent au club.
Le 11 janvier 2007, le club organise une conférence de presse pour faire le point sur le dossier. Il en ressort que le club compte construire d'ici la saison 2011-2012 un nouveau stade de 40 000 places à Loppem, une commune voisine de Bruges. Un grand centre commercial serait construit à côté du stade pour permettre au club de réduire les coûts de la construction. Si les supporters du club sont heureux à l'idée d'avoir un stade flambant neuf, les réactions sont moins bonnes chez les riverains de Loppem, à la commune de Bruges (propriétaire du stade Jan Breydel) et au Cercle de Bruges qui partage avec le FC Bruges le stade actuel. Début septembre 2011, le projet du nouveau stade sur le site de la Chartreuse prend un « sale coup. » L'auditeur du Conseil d'État, saisi par les sections locales du parti politique Groen! (écologistes) et de plusieurs riverains du site concerné, émet un avis défavorable. Cet emplacement est finalement abandonné.
En novembre 2013, le club présente, en concertation avec la ville de Bruges, un plan de construction de deux stades pour le Club Bruges KV et le Cercle Bruges KSV le long de la Blankenbergse Steenweg. Le cercle se retire rapidement du projet laissant le club poursuivre le projet de construction d'un seul stade de 40 000 places. Malgré le soutien des autorités communales et régionales, le projet fait à nouveau face à de nombreuses difficultés administratives. À la vue des années de procédures qui s'annonce pour faire aboutir le projet, le club décide de jeter une nouvelle fois l'éponge.
Le 9 janvier 2020, à la surprise générale, le club et la commune de Bruges présentent un nouveau projet de stade sur le site de l'actuel Stade Jan Breydel. Le nouveau stade serait construit à côté du stade actuel qui serait ensuite démoli. Le 6 octobre 2021, les ministres flamandes Zuhal Demir, ministre de l'environnement, et Hilde Crevits, ministre de l'économie, annoncent l'octroi du permis de construire. Le projet conçu par les bureaux d'architecture B2Ai et SCAU comprend un stade 40 116 places, 40 loges VIP, 300 places pour PMR, un parking de 3 600 places et la création d'un parc et de différents espaces verts.

### Terrains d'entraînement
Depuis le début de la saison 2019-2020, le Club de Bruges dispose d'un nouveau centre d'entraînement situé à Westkapelle dans la commune de Knokke-Heist et baptisé Belfius Basecamp du nom de la banque Belfius.

### École des jeunes
Lancée au début des années 1950 par le président Émile De Clerck, l'école des jeunes du Club Bruges est aujourd'hui appelée Club Academy. L'objectif avoué est de pouvoir amener chaque année au moins un jeune vers le noyau professionnel.
La formation est une des priorités du club. Il a en effet beaucoup investi pour se doter d'un outil de travail de qualité. À la suite d'une étude réalisée en 2006, il a d'ailleurs été désigné comme étant un des meilleurs clubs de Belgique à ce niveau. La formation des jeunes est bénéfique au Club aussi bien sur le plan sportif, les meilleurs jeunes renforçant les différentes équipes d'âge, que financier, le Club, comme toutes les équipes belges, ne pouvant plus rivaliser avec les équipes des grands championnats européens ou des championnats émergents pour attirer des valeurs sûres de l'étranger.
Le FC Bruges n'a pas d'accord de partenariat avec les « petits » clubs de la région, et préfère maintenir de bonnes relations avec chacun d'eux pour faciliter les transferts. Le Club possède plusieurs équipes de jeunes dans chaque catégorie d'âge, allant des "-8 ans" (appelés diablotins en Belgique) aux "-19 ans" (juniors en Belgique), et une équipe Espoirs, qui représente le dernier échelon avant le noyau professionnel. Toutes ces équipes jouent selon le même schéma de jeu, tourné vers l'offensive, pour conserver une cohérence dans la formation et faciliter leur éventuelle intégration au noyau A. Les équipes de jeunes du FC Bruges jouent toutes dans des championnats nationaux, regroupant les équipes de jeunes des clubs professionnels. Les noms les plus célèbres sortis de l'école des jeunes du club sont ceux d'Olivier De Cock, Birger Maertens, Nicolas Lombaerts, Bjorn Engels ou Brandon Mechele.

### Aspects juridiques et économiques

#### Statut juridique et légal
À l'échelle belge, le FC Bruges est reconnu comme un modèle de gestion[réf. souhaitée]. La direction du Club veille à conserver en permanence les comptes du Club en équilibre, tout en se fixant des objectifs sportifs élevés. À partir du milieu des années 1920, le FC Bruges fonctionne sous le statut d'ASBL géré par un Conseil d'Administration élu annuellement par 115 membres de l'ASBL. Fin 2012, lors rachat du club par Bart Verhaeghe, le club change de statut et devient une Société anonyme. Le club emploie environ 130 personnes à temps plein en 2020.
| Position            | Membres                                        |
| ------------------- | ---------------------------------------------- |
| Président           | Bart Verhaeghe                                 |
| Président d'Honneur | Dr Michel D'Hooghe                             |
| Administrateurs     | Bart Coeman Sam Sabbe Jan Boone Peter Vanhecke |

| Position                  | Membres           |
| ------------------------- | ----------------- |
| Président                 | Bart Verhaeghe    |
| Directeur général         | Bob Madou         |
| Directeur opérationnel    | Stefaan Van Damme |
| Directeur commercial      | Stijn Vermoere    |
| Directeur financier       | Veroniek Degrande |
| Directeur sportif         | Dévy Rigaux       |
| Responsable communication | Kirsten Willem    |

#### Éléments comptables
Avec un budget annuel tournant aux alentours des 30 millions d'euros, selon que le Club participe ou non à une Coupe d'Europe, le Club de Bruges est, à l'image du football belge, un petit poucet au niveau européen. Ce budget est augmenté chaque année, notamment grâce à l'apport des droits télés, passés en 2005 de 15 millions à 36 millions d'euros par saison pour l'ensemble du football belge. Le FC Bruges fait partie des clubs les mieux lotis en Belgique à ce niveau, recevant un peu plus de 3 millions d'euros par an.
De plus, l'augmentation des affluences au stade contribue également à la bonne santé financière du Club. Le nombre d'abonnés est passé de 8 000 en 1996 à 22 000 en 2006, attirés par le spectacle offert par les joueurs et les nombreux trophées remportés pendant cette période. La rénovation et l’agrandissement du stade en 1998 a également amélioré le confort des spectateurs, dès lors plus enclins à venir au stade Jan Breydel.
Entre 2001 et 2006, les revenus du club ont augmenté de 85 %, et si on tient compte des droits télé, son chiffre d'affaires a doublé sur cette même période. Il reste tout de même à la traîne au niveau commercial. En 2006, un sondage pointait le FC Bruges comme la marque préférée des Belges. Un potentiel énorme donc, mais actuellement trop peu utilisé par le club, la faute à un manque de force managériale importante.
Le 8 septembre 2011, les comptes du club sont publiés et il apparait que le budget du Club de Bruges est de 28,5 millions d'euros pour la saison 2011-2012 avec une masse salariale de 15,3 millions.
Lors de la saison 2015-2016, le budget du Club de Bruges est de 36 millions d'euros. C'est le troisième budget du pays derrière celui du RSC Anderlecht et de La Gantoise.
| Saison | 2016-2017 | 2017-2018 | 2018-2019 | 2019-2020 | 2020-2021 | 2021-2022 | 2022-2023 | 2023-2024 |
| Budget | 51 M€     | 37 M€     | 71 M€     | 72 M€     | 69 M€     | 84 M€     | 101 M€    | 70 M€     |

#### Transferts les plus coûteux
Les deux tableaux ci-dessous synthétisent les plus grosses ventes et achats de joueurs dans l'histoire du club brugeois.
| Rang | Joueur               | Montant | Provenance         | Date             |
| 1er  | Roman Yaremchuk      | 17 M€   | Benfica            | 29 août 2022     |
| ---- | -------------------- | ------- | ------------------ | ---------------- |
| 2e   | Igor Thiago          | 11 M€   | Ludogorets Razgrad | 1er juillet 2023 |
| 3e   | Raphael Onyedika     | 9,5 M€  | FC Midtjylland     | 28 août 2022     |
| 4e   | Aleksandar Stanković | 9,5 M€  | Inter Milan        | 24 juillet 2025  |
| 5e   | Kamal Sowah          | 9 M€    | Leicester City FC  | 27 août 2021     |

| Rang | Joueur               | Montant | Destination      | Date            |
| 1er  | Ardon Jashari        | 36 M€   | AC Milan         | 6 août 2025     |
| ---- | -------------------- | ------- | ---------------- | --------------- |
| 2e   | Charles De Ketelaere | 35,5 M€ | AC Milan         | 2 août 2022     |
| 3e   | Igor Thiago          | 33 M€   | Brentford FC     | 14 février 2024 |
| 4e   | Wesley               | 25 M€   | Aston Villa FC   | 13 juin 2019    |
| 5e   | Odilon Kossounou     | 23 M€   | Bayer Leverkusen | 22 juillet 2021 |

#### Équipementiers et sponsors
Le Football Club Brugeois a connu plusieurs sponsors principaux au cours de son Histoire. L'URBSFA autorise les clubs à apposer de la publicité extra-sportive sur leurs maillots à partir de 1972, mais ils étaient libres d'en afficher sur les bords des terrains ou les autres équipements du club. C'est ainsi que dès 1970, la fabrique de meubles Galerijen De Jonckheere sponsorise les trainings d'entraînements des joueurs.
Le premier sponsor maillot du Club, en 1972, est l'entreprise Carad, spécialisée en équipement électronique. En 1974, l'entreprise est en difficulté et met un terme à son partenariat, remplacé par la marque de vêtements 49R Jeans. Cette dernière sponsorisera le Club jusqu'en 1979. Au tournant des années 1980, le Club de Bruges est sponsorisé par la marque de bière Saint-Louis, qui est remplacée en 1982 par une autre bière du même producteur, la Bacchus. De 1985 à 1992, le Club s'assure un meilleur contrat de sponsoring avec la compagnie d'assurances Assubel. Les assurances doivent partager le maillot Blauw & Zwart avec la télévision privée VTM à partir de 1989. Le contrat avec la VTM prend fin en 1996, quand le Crédit communal devient le sponsor maillot exclusif du Club Brugeois, rôle qu'il tient jusqu'en 2014, sous le nom de Belfius. Lors de la saison 2014-2015, le Club de Bruges joue sans sponsor maillot, avant que la société japonaise Daikin ne prenne le flambeau à partir de 2015.
À côté de leurs sponsors commerciaux, le Club brugeois possède un contrat de partenariat avec un équipementier sportif, qui lui fournit tout l'équipement nécessaire aux joueurs (jeux de maillots, chaussures, trainings et ballons d'entraînement, etc.). La première société à obtenir officiellement ce rôle est la marque Puma, en 1977. En 1995, la direction du Club opte pour son concurrent Adidas, une collaboration qui dure douze saisons. Le 1er juillet 2007, Puma récupère le contrat d'équipementier officiel du FC Bruges avant que Nike lui succède en 2013.
| Période   | Équipementier | Sponsor maillot        |
| --------- | ------------- | ---------------------- |
| 1972-1974 | Adidas        | Carad                  |
| 1974-1976 | Adidas        | 49R Jeans              |
| 1976-1979 | Puma          | 49R Jeans              |
| 1979-1982 | Puma          | St.-Louis Geuze        |
| 1982-1985 | Puma          | Bacchus                |
| 1985-1992 | Puma          | Assubel                |
| 1992-1995 | Puma          | VTM                    |
| 1995-1996 | Adidas        | VTM                    |
| 1996-2000 | Adidas        | Crédit communal        |
| 2000-2007 | Adidas        | Dexia                  |
| 2007-2012 | Puma          | Dexia                  |
| 2012-2013 | Puma          | Belfius                |
| 2013-2014 | Nike          | Belfius                |
| 2014-2015 | Nike          | Club Brugge Foundation |
| 2015-2017 | Nike          | Daikin                 |
| 2017-2019 | Macron        | Daikin                 |
| 2019-2024 | Macron        | Unibet                 |
| 2024-     | Castore       | Unibet                 |

## Culture populaire

### Rivalités
Comme beaucoup de clubs « historiques », le FC Bruges nourrit certaines rivalités avec d'autres clubs belges, que ce soit au niveau local (Cercle de Bruges), régional (La Gantoise) ou sportif (Anderlecht). Ces rivalités sont surtout présentes dans l'esprit des supporters des différentes équipes concernées, et savamment entretenues par les médias qui en font leurs gros titres les jours précédant ces confrontations.

#### Cercle de Bruges
Depuis le début du XXe siècle, une forte opposition s'est marquée entre les deux clubs de la ville, le Club et le Cercle, principalement dans le chef de leurs supporters respectifs. Dans la Venise du Nord, vous êtes «Club » ou « Cercle », « Bleu » ou « Vert », mais vous devez choisir votre camp. Les confrontations entre les deux clubs donnent souvent lieu à des matches engagés sur le terrain et enflammés dans les tribunes, le titre honorifique de « Ploeg van 't stad » (équipe de la ville en néerlandais) étant en jeu. Et même si depuis plusieurs saisons les deux équipes ne rivalisent plus au niveau sportif (à l'exception d'une finale de Coupe de Belgique en 1996), les joueurs du Cercle vendent toujours chèrement leur peau et ne sont pas systématiquement battus par ceux du Club.

#### La Gantoise et autres clubs flandriens
Au niveau régional, le Club entretient, ou a entretenu, des rivalités avec les autres équipes importantes de Flandre-Occidentale ou Orientale. D'abord avec les clubs ostendais (AS et VG), ensuite avec les clubs du sud de sa province comme Courtrai et le KSV Waregem (Zulte Waregem depuis la fusion). Mais une forte opposition s'est également installée vis-à-vis de La Gantoise, équipe du chef-lieu de la province voisine, et principal rival du Club au niveau du recrutement des jeunes notamment. Les succès engrangés par le Club de Bruges au début des années 1970, conjugués aux très mauvaises saisons de La Gantoise à cette même période, attirèrent beaucoup de supporters gantois vers le grand club voisin. Depuis la fin des années 1990, les Gantois jouent de nouveau les premiers rôles en Belgique, et les rencontres face au Club sont souvent spectaculaires. Le point d'orgue de cette rivalité, vécue surtout du côté des joueurs de Gand, est la victoire 6-2 lors du dernier match de la saison 2009-2010, qui priva les Blauw & Zwart de la deuxième place, synonyme de qualification pour les tours préliminaires de la Ligue des champions, au profit de leurs adversaires du jour.

#### Sporting Anderlecht
Habitués à jouer tous deux le maintien avant la Seconde Guerre mondiale, la rivalité entre Brugeois et Anderlechtois ne s'est développée qu'à partir des années 1970. À cette époque, le club de la capitale et le FC Bruges remportent la majorité des trophées à eux deux, ne laissant que peu de place aux autres équipes belges. Les confrontations entre ces deux équipes ont souvent été les matches déterminants pour un titre de champion de Belgique. Deux finales de Coupe de Belgique se sont jouées entre ces deux clubs (une victoire de chaque côté), et ils se sont disputé sept Supercoupes de Belgique (cinq victoires brugeoises). De par leur importance, les matches entre ces deux équipes sont souvent très engagés, et les stades toujours combles, que ce soit au stade Jan Breydel ou au stade Constant Vanden Stock. Les supporters jouent clairement leur rôle de « douzième homme » lors de ces matches, encourageant leurs favoris et huant leurs adversaires de la première à la dernière minute[réf. souhaitée].

### Affluence et supporters
Le Club Bruges KV, à l'instar des autres grands clubs belges comme Anderlecht et le Standard de Liège, compte des supporters dans toute la Belgique. Certains de ces supporters font partie d'un des 62 clubs de supporters reconnus en Belgique, qui compte ensemble un peu plus de 10 000 membres. Il existe d'ailleurs un club de supporters francophone dénommé « Wallonia Bruges Army » et basé à Jambes. Pour représenter ces différents clubs, l'ASBL « Supportersfederatie Club Brugge KV », fondée en 1967, est reconnue comme le porte-parole officiel des supporters auprès de la direction du Club Brugeois. Cette ASBL est dirigée par des représentants élus parmi les membres des différents clubs affiliés. Ses objectifs sont multiples, allant de l'organisation des déplacements en cars ou de soirées entre supporters, à celle du « Fandag », la journée portes ouvertes du Club. Cet événement se tient toujours en juillet, la veille des Matines brugeoises, et permet aux supporters de visiter le stade, découvrir la nouvelle équipe, et s'offrir les nouveaux produits dérivés du club.

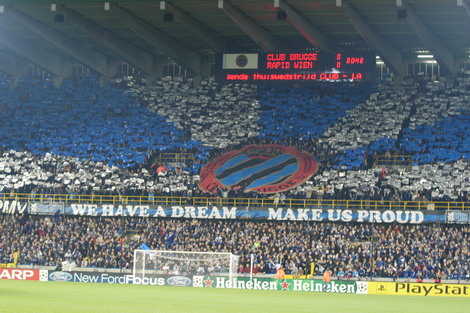
Tifo dans la tribune nord avant FC Bruges-Rapid Vienne (CL 2005)

Parmi tous ces groupes de supporters, l'un se distingue particulièrement pour les tifos qu'ils mettent sur pied : la « Blue Army ». Ce club a été créé le 12 septembre 1998 par quelques irréductibles supporters, nostalgiques de l'ambiance bouillonnante des années 1970 et 1980 qui avait fait la réputation du Club en Belgique et dans le reste de l'Europe, perdue après la suppression des places debout. Les membres de la Blue Army se sont donné pour objectif de raviver cette ambiance, et rendre au stade Jan Breydel sa chaleur d'antan. Pour cela, le club organise régulièrement des « Cantus », des rencontres entre supporters au cours desquelles ils peuvent apprendre les différents chants d'encouragement. Ce groupe s'occupe également de l'organisation des tifos pour les grands matches et de l'élection du « Joueur brugeois de l'année », élu par tous les membres du club. Enfin, ils publient également le « Blue Army-fanzine », un magazine s'adressant aux supporters, et se définissent en ces termes : passion du football, idéalisme effréné, ambiance durant 90 minutes, informations pour tous les supporters du FC Bruges, communication ouverte, créativité et positivisme. Chaque année depuis 1999, la Blue Army decerne le Trophée Blue Army au «meilleur joueur de la saison».
En 2013, un deuxième groupe est créé sous le nom de « North Fanatics ».
En hommage à son public, souvent surnommé en football « le douzième homme », le Club n'attribue plus le numéro 12 à un joueur. Le Club de Bruges dispose également d'une émission de télévision sur le réseau Telenet depuis le 21 juillet 2006 : CLUBtv. Cette émission diffuse deux fois par semaine des reportages sur le Club et des interviews exclusives de joueurs, entraîneurs ou dirigeants.
Le club connut également un mouvement hooligan au sein des supporters, dont l'un des principaux club de supporters était le « East-Side ». Le club connaît également, durant les années 2020, l'émergence de groupe « North Fanatics 13 », à l'origine des affrontements du 4 et 5 mai 2025 à Bruxelles,,.
| Saison     | 2010-2011 | 2011-2012 | 2012-2013 | 2013-2014 | 2014-2015 | 2015-2016 | 2016-2017 | 2017-2018 | 2018-2019 | 2019-2020 |
| Assistance | 23 157    | 24 159    | 24 433    | 25 378    | 26 000    | 26 129    | 26 828    | 26 183    | 24 399    | 25 262    |

### Mascottes

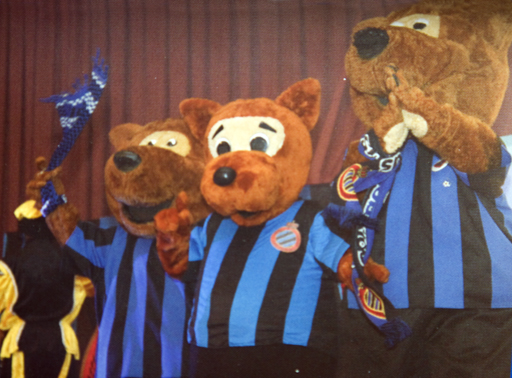
Les trois ours mascottes du FC Bruges

La mascotte originale du Football Club brugeois est un ours, symbole de la ville de Bruges. Le choix de cet animal est lié à une légende sur le premier comte de Flandre, Baudouin Ier de Flandre, qui aurait combattu et vaincu un ours dans sa jeunesse. Depuis la fin de l'année 2000, une deuxième mascotte, toujours un ours, parcourt les abords du terrain pendant les matches à domicile pour appeler les supporters à encourager tant et plus leurs favoris. Ces deux ours ont été appelés Belle et Béné. En 2010, un troisième ours fait son apparition. Nommé Bibi, il est décrit comme l'enfant des deux premières mascottes, et est plutôt orienté vers le jeune public du stade.

### Projets sociaux
À côté des domaines sportif et commercial, le Club de Bruges a lancé et gère différents projets à but social.
Alors qu'il est président du Club, Michel D'Hooghe crée en 2003 l'« Association des Anciens Joueurs du Club Brugge KV » (« d'Oude Garde » signifiant « La Vieille Garde » en dialecte brugeois). Le but de cette association est de réunir chaque année d'anciens joueurs des Blauw & Zwart lors d'un dîner, afin de maintenir et renforcer les liens qu'ils ont pu garder avec le Club brugeois. Mais surtout, Michel D'Hooghe souhaite que les joueurs importants du passé du Club restent impliqués dans son évolution, et leur montrer que chacun d'eux a joué un rôle important dans son histoire. En procédant ainsi, il espère que ces joueurs deviennent des « ambassadeurs » pour convaincre d'autres joueurs de venir jouer au FC Bruges. Les critères pour faire partie de l'association sont d'avoir été au moins deux ans dans le noyau A, ou d'avoir joué au moins vingt matches en équipe première du Club.
« Allemoale Thope » signifie « Tous ensemble » en dialecte brugeois. Cette initiative, lancée en 2007, veut démontrer la responsabilité sociale du Club brugeois au niveau local, national, et international. Différents projets sont promus grâce à l'image et la puissance du Club de Bruges, et contribuent chaque année à l'intégration, le développement, ou l'amélioration des conditions de vie de certains groupes cibles.

## Autres équipes

### Équipe réserve et sections jeunes

#### Effectif de l'équipe U23
Le tableau suivant liste les joueurs de l'équipe U23 (Club NXT) pour la saison 2025-2026.
Le club joue au Stade du Schiervelde à Roulers.
En grisé, les sélections de joueurs internationaux chez les jeunes mais n'ayant jamais été appelés aux échelons supérieurs une fois l'âge-limite dépassé ou les joueurs ayant pris leur retraite internationale.